# Термінал ЗПГ Сінеш
Термінал ЗПГ Сінеш — інфраструктурний об'єкт для прийому, перевалки та регазифікації зрідженого природного газу в Португалії. Розташований у атлантичному порту Сінеш в 120 км на південь від Лісабону.
Термінал, введений в експлуатацію у 2003 році, має річну потужність до 7,6 млрд.м3. Для зберігання ЗПГ за первісним проектом спорудили два резервуари об'ємом по 120000 м3. У 2012 році сховще доповнили третім резервуаром у 150000 м3.
Портове господарство здатне обслуговувати газові танкери вантажомісткістю від 40000 до 216000 м3.
Регазифікована продукція подається до газотранспортної мережі через трубопровід Сінеш — Сетубал. Крім того, на об'єкті облаштована станція для відвантаження ЗПГ у автоцистернах.